# Матвейчик, Артур Борисович
Артур Борисович Матвейчик (15 октября 1974, Минск, Белорусская ССР, СССР) — белорусский футболист, защитник и полузащитник.

## Биография
Воспитанник минской футбольной школы «Смена», где занимался с семи лет, первый тренер — Сергей Ананьевский. После окончания восьмого класса поступил в энергетический техникум в Бобруйске, там же продолжил заниматься футболом у тренера Николая Николаевича Стадникова.
В сезоне 1993/94 начал выступать на взрослом уровне за «Фандок-2» (Бобруйск) во второй лиге Беларуси, а в сезоне 1994/95 играл в высшей лиге за основную команду клуба, переименованную в ФК «Бобруйск». В том же сезоне выступал за другой городской клуб, «Шинник».
В 1995 году перешёл в «Нафтан-Девон» (Новополоцк), с которым вышел из первого дивизиона в высший. С 1998 года играл за «Славию» (Мозырь), провёл в клубе четыре сезона и сыграл более 100 матчей. В составе «Славии» становился чемпионом (2000) и серебряным призёром (1999) чемпионата страны, обладателем (2000) и финалистом (1999, 2001) Кубка Беларуси.
В начале 2002 года перешёл в клуб первого дивизиона России «Волгарь-Газпром» (Астрахань), но сыграл за него только 6 матчей в первенстве и один кубковый, в котором был удалён. В ходе сезона вернулся на родину и провёл полсезона в жодинском «Торпедо», а в 2003 году играл в первой лиге за «МТЗ-РИПО» и стал победителем турнира.
В начале 2004 года перешёл в украинский клуб «Кривбасс» (Кривой Рог). В сезоне 2003/04 играл только за дублирующий состав во второй лиге, а на старте сезона 2004/05 сыграл 2 матча за основу в высшей лиге, однако ещё в летнее трансферное окно покинул команду.
В течение полутора лет снова играл за «Нафтан», а сезон 2006 года провёл в другом своём бывшем клубе — «Белшине». По окончании сезона 2006 года в 32-летнем возрасте завершил профессиональную карьеру. Некоторое время играл в любительских соревноваиях за минский «Налоговик», работал в сфере логистики. В 2014 году на время вернулся в профессиональный футбол, сыграв 10 матчей за «Крумкачи» во второй лиге, причём играл только в домашних матчах.
Всего в высшей лиге Беларуси сыграл 233 матча, забил 12 голов.
17 февраля 2001 года принял участие в неофициальной игре сборной Беларуси против команды Узбекистана, провёл на поле первые 45 минут.